# Got to Be There
Got to Be There (с англ. — «Должен быть рядом») — дебютный сольный студийный альбом американского автора-исполнителя Майкла Джексона. Выпущен на лейбле Motown Records в январе 1972 года. В пластинку певца вошли десять композиций, шесть из них написаны авторами и продюсерами лейбла, остальные четыре трека представляют собой кавер-версии на хиты Билла Уизерса, Бобби Дея, The Supremes и Кэрол Кинг.
Выпустив дебютный альбом, Майкл Джексон стал первым артистом Motown, начавшим сольную карьеру, не покидая свою группу. Пластинка была положительно воспринята музыкальными критиками. Из Got to Be There было выпущено четыре сингла: титульный трек, «Rockin’ Robin», «I Wanna Be Where You Are» и «Ain’t No Sunshine». Альбом получил золотую сертификацию в США.

## Предыстория
В 1968 году семейная группа из Гэри, штат Индиана, The Jackson 5, подписала свой первый контракт с крупным звукозаписывающим лейблом — Motown Records. Солистом и самым младшим участником коллектива был 11-летний Майкл Джексон. За три года The Jackson 5 выпустили три студийных пластинки, группа стала первым и единственным коллективом, чьи дебютные четыре сингла возглавили американский чарт Billboard Hot 100. При этом, владелец Motown Records Берри Горди не рассматривал всерьёз возможность сольного продвижения Майкла Джексона. Однако его мнение изменилось в 1971 году, когда у The Jackson 5 появился серьёзный конкурент — новый семейный коллектив The Osmonds. Солист группы Донни Осмонд тогда же начал строить успешную сольную карьеру. Горди изменил своё решение и дал добро на запись дебютного сольного сингла Майкла, а затем и альбома.

## Содержание альбома
Для пластинки Джексон записал четыре кавер-версии на песни Билла Уизерса, Бобби Дея, The Supremes и Кэрол Кинг, остальные шесть композиций были написаны и спродюсированы авторами и продюсерами лейбла, в том числе группой под названием The Corporation. По контракту с Motown Джексоны могли записывать для своих альбомов лишь тот материал, который будет предложен им продюсерами лейбла, и не имели права предлагать свои композиции или принимать участие в продюсировании своих треков.
- «Ain’t No Sunshine». Пластинку открывает кавер-версия на песню Билла Уизерса «Ain’t No Sunshine» из его дебютного альбома 1971 года Just as I Am[англ.][6]. Работа над Got to Be There началась как раз тогда, когда сингл Уизерса высоко поднялся в американских и британских чартах, таким образом на трек обратили внимание в Motown, и он оказался среди материала, отобранного для пластинки Джексона[3].
- «I Wanna Be Where You Are». «I Wanna Be Where You Are» была написана специально для альбома Майкла. В тексте певец обращается к девушке, к которой ему хочется вернуться после расставания: «Я хочу быть там, где ты». По мнению рецензента Rolling Stone это композиция «превосходного качества»[7]. Журналистка портала Soulbounce.com написала: «Песню исполняет ребёнок, это слышно на высоких нотах, но несмотря на это она смогла затронуть струны в сердцах очень многих взрослых женщин»[8].
- «Girl Don’t Take Your Love From Me». Журналисты посчитали, что в этом треке Джексон смог стилистически передать влияние, оказанное на него его тогдашней «музыкальной наставницей» Дайаной Росс[9].
- «In Our Small Way». Песня, написанная авторами Motown Беатрис Верди и Кристин Ярьян. Журналисты Billboard назвали «In Our Small Way» одной из лучших песен в дебютной пластинке Джексона[10].
- «Got to Be There». Первоначально «Got to Be There» предназначалась для группы The Supremes, но затем её передали The Jackson 5. Впоследствии песня стала титульным треком дебютного сольного альбома Майкла Джексона, хотя Берри Горди не хотелось включать в его пластинку очередную балладу[3]. «„Got to Be There“ показала, что вокальное мастерство Майкла никак не зависит от того, окружают его братья или нет», — писала рецензент портала Soulbounce.com[11].
- «Rockin’ Robin». «Rockin’ Robin» — кавер-версия на хит Бобби Дея 1958 года, выдержанный в жанрах рок-н-ролла и бабблгам-попа. Журналист Rolling Stone описал трек: «Композиция исполнена с блеском и даже слишком выразительно — и такое исполнение попадает прямо в точку»[7].
- «Wings of My Love». «Wings of My Love» была написана группой авторов и продюсеров The Corporation. Рецензенты Billboard отметили её как одну из лучших на пластинке[10].
- «Maria (You Were the Only One)». Текст песни описывает чувства взрослого человека, который просит свою любимую дать ему второй шанс. Критики отметили, что 13-летний Джексон инстинктивно сумел передать эти чувства слушателям посредством своего вокала[9].
- «Love Is Here And Now You’re Gone». Певец исполнил для альбома кавер-версию на хит[англ.] группы The Supremes. По мнению рецензента Rolling Stone он «изящно и стильно обновил» трек женского трио[7].
- «You’ve Got a Friend». Закрывает альбом кавер-версия на известную композицию Кэрол Кинг You’ve Got a Friend[англ.]. Рецензенты посчитали, что в исполнении Майкла Джексона песня превратилась в гимн дружбы в молодёжной среде и в такой версии пришла туда, где её ещё не слышали: на улицы Южного Чикаго, Восточного Балтимора и за их пределы[9].

## Релиз
В октябре 1971 года был выпущен лид-сингл из пластинки — «Got to Be There». Песня стала четвёртой в чарте США и третьей в хит-параде Канады, в Великобритании сингл занял пятую строчку. Сразу после релиза в прессе появились предположения о том, что Майкл Джексон покинет The Jackson 5 и продолжит карьеру лишь сольно, как это сделали другие артисты Motown: Дайана Росс и Смоки Робинсон. Однако певец остался в коллективе и стал первым артистом лейбла, начавшим сольную карьеру, не покидая группу.
| Оценки критиков               | Оценки критиков |
| Источник                      | Оценка          |
| ----------------------------- | --------------- |
| AllMusic                      | [ 17 ]          |
| Billboard                     | без оценки      |
| Blender                       | [ 18 ]          |
| Encyclopedia of Popular Music | [ 19 ]          |
| Entertainment Weekly          | (B+)            |
| The Great Rock Discography    | [ 21 ]          |
| MusicHound                    | [ 22 ]          |
| Record Mirror                 | без оценки      |
| Rolling Stone                 | без оценки      |

24 января 1972 года состоялся релиз альбома в США. В Великобритании Got to Be There поступил в продажу лишь в мае. Пластинка заняла 14-е место в американском Billboard Top LPs & Tape и стала третьей в хит-параде ритм-н-блюз альбомов. Альбом получил золотую сертификацию от RIAA.
В феврале вторым синглом из пластинки стала «Rockin’ Robin». Песня стала второй в чартах Billboard Hot 100 и Best Selling Soul Singles и заняла третью строчку в хит-параде Великобритании. В мае 1972 года в качестве третьего сингла был выбран трек «I Wanna Be Where You Are», песня стала 16-й в Hot 100 и второй в чарте ритм-н-блюз композиций. В июле в Соединённом Королевстве был выпущен заключительный сингл из пластинки — «Ain’t No Sunshine», он поднялся на восьмую строчку национального британского хит-парада.

## Реакция критиков
Журналисты Billboard высоко оценили Got to Be There, и отметили, что пластинка оправдала все ожидания после успешного одноимённого сингла. Рецензент Entertainment Weekly выделил из альбома две композиции: «беспечную» кавер-версию на «Rockin’ Robin» и «летящую» «I Wanna Be Where You Are». По оценке обозревателя портала AllMusic такие треки как «You’ve Got a Friend» и «Ain’t No Sunshine» показали многогранность Джексона как вокалиста. В Rolling Stone положительно высказались о первых двух сольных пластинках певца — Got to Be There и Ben: «Они столь же хороши, как и материал, записанный Майклом в составе семейной группы, а местами даже лучше». Журналист издания Albumism отметил, что альбом демонстрирует слушателю «элитного молодого вокалиста». Критик The Telegraph написала, что Got to Be There выполнен в фирменной стилистике Motown — сочная, мелодичная, оптимистичная и невинная поп-музыка. Она также отметила: «Несмотря на то, что Джексон — ещё ребёнок, наполненность и глубина кавер-версий на песни Билла Уизерса и Кэрол Кинг впечатляет».

## Список композиций
| №                   | Название                            | Автор(ы)                                           | Длительность |
| ------------------- | ----------------------------------- | -------------------------------------------------- | ------------ |
| 1.                  | «Ain’t No Sunshine»                 | Билл Уизерс                                        | 4:09         |
| 2.                  | «I Wanna Be Where You Are»          | Леон Уэр Артур Росс                                | 3:00         |
| 3.                  | «Girl Don’t Take Your Love From Me» | Вилли Хатч                                         | 3:46         |
| 4.                  | «In Our Small Way»                  | Беатрис Верди Кристин Ярьян                        | 3:34         |
| 5.                  | «Got to Be There»                   | Эллиот Вилленски                                   | 3:23         |
| 6.                  | «Rockin’ Robin»                     | Леон Рене (под псевдонимом «Джимми Томас»)         | 2:30         |
| 7.                  | «Wings of My Love»                  | The Corporation                                    | 3:32         |
| 8.                  | «Maria (You Were the Only One)»     | Джордж Горди Лоуренс Браун Ален Стори Линда Гловер | 3:41         |
| 9.                  | «Love Is Here And Now You’re Gone»  | Холланд — Дозье — Холланд                          | 2:51         |
| 10.                 | «You’ve Got a Friend»               | Кэрол Кинг                                         | 4:45         |
| Общая длительность: | Общая длительность:                 | Общая длительность:                                | 32:41        |

## Позиции в хит-парадах
| Хит-парад (1972)                         | Высшая позиция |
| ---------------------------------------- | -------------- |
| Великобритания (Official Charts Company) | 37             |
| США (Billboard Top LPs & Tape)           | 14             |
| США (Billboard R&B/Hip-Hop Albums)       | 3              |

| Хит-парад (1972)                   | Позиция |
| ---------------------------------- | ------- |
| США (Billboard Top Popular Albums) | 91      |
| США (Billboard Top Soul Albums)    | 22      |